# Layne Sleeth
Layne Sleeth (* 18. August 2001 in Markham, Ontario) ist eine kanadische Tennisspielerin.

## Karriere
Sleeth, die mit sieben Jahren mit dem Tennisspielen begann, spielt vor allem auf der ITF Women’s World Tennis Tour, wo sie bislang je einen Titel im Einzel und im Doppel gewinnen konnte.
Ihr Debüt auf der WTA Tour gab sie mit einer Wildcard bei der Qualifikation zum Rogers Cup 2017. Bei den US Open 2017 erreichte sie mit ihrer Partnerin María Lourdes Carlé das Achtelfinale im Juniorinnendoppel.
Für den Rogers Cup 2019 erhielt sie abermals eine Wildcard für die Qualifikation.

## Turniersiege

### Einzel
| Nr. | Datum         | Turnier | Kategorie   | Belag     | Finalgegnerin         | Ergebnis |
| --- | ------------- | ------- | ----------- | --------- | --------------------- | -------- |
| 1.  | 30. Juni 2019 | Cancún  | ITF $15.000 | Hartplatz | Thaisa Grana Pedretti | 6:2, 6:1 |

### Doppel
| Nr. | Datum             | Turnier     | Kategorie | Belag | Partnerin     | Finalgegnerinnen                         | Ergebnis |
| --- | ----------------- | ----------- | --------- | ----- | ------------- | ---------------------------------------- | -------- |
| 1.  | 25. November 2023 | Guadalajara | ITF W40   | Sand  | Haley Giavara | Weronika Miroschnitschenko Fanny Östlund | 6:4, 6:3 |